# Hambergen
Hambergen é um município da Alemanha localizado no distrito de Osterholz, estado da Baixa Saxônia.
É membro e sede do Samtgemeinde de Hambergen.